# 헤르만 셀더르하위스

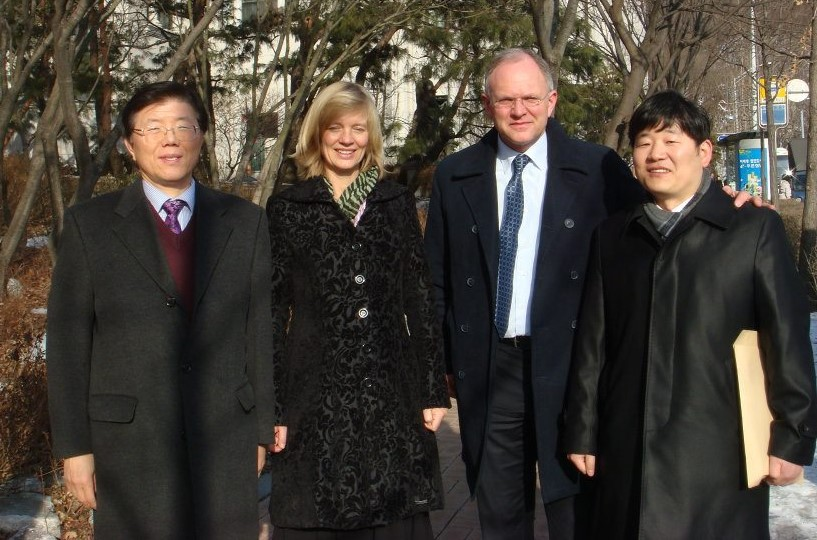
셀더하위스 교수 부부와 제자 이남규 박사와 칼빈책 감수자 안명준박사(좌)

헤르만 셀더르하위스 (Herman Selderhuis, 1961년 5월 21일-)은 네덜란드의 칼빈신학자이다. 세계칼빈학회(International Congress on Calvin Research) 회장을 역임하였다. 아펠도론 신학교에서 공부하였고 현재 이 대학에서 교회사 교수로 있다. 한국에도 여러차례 방문하여 신학회에서 발표를 하였다. 합동신학대학원대학교의 이남규 교수가 그의 제자이다.

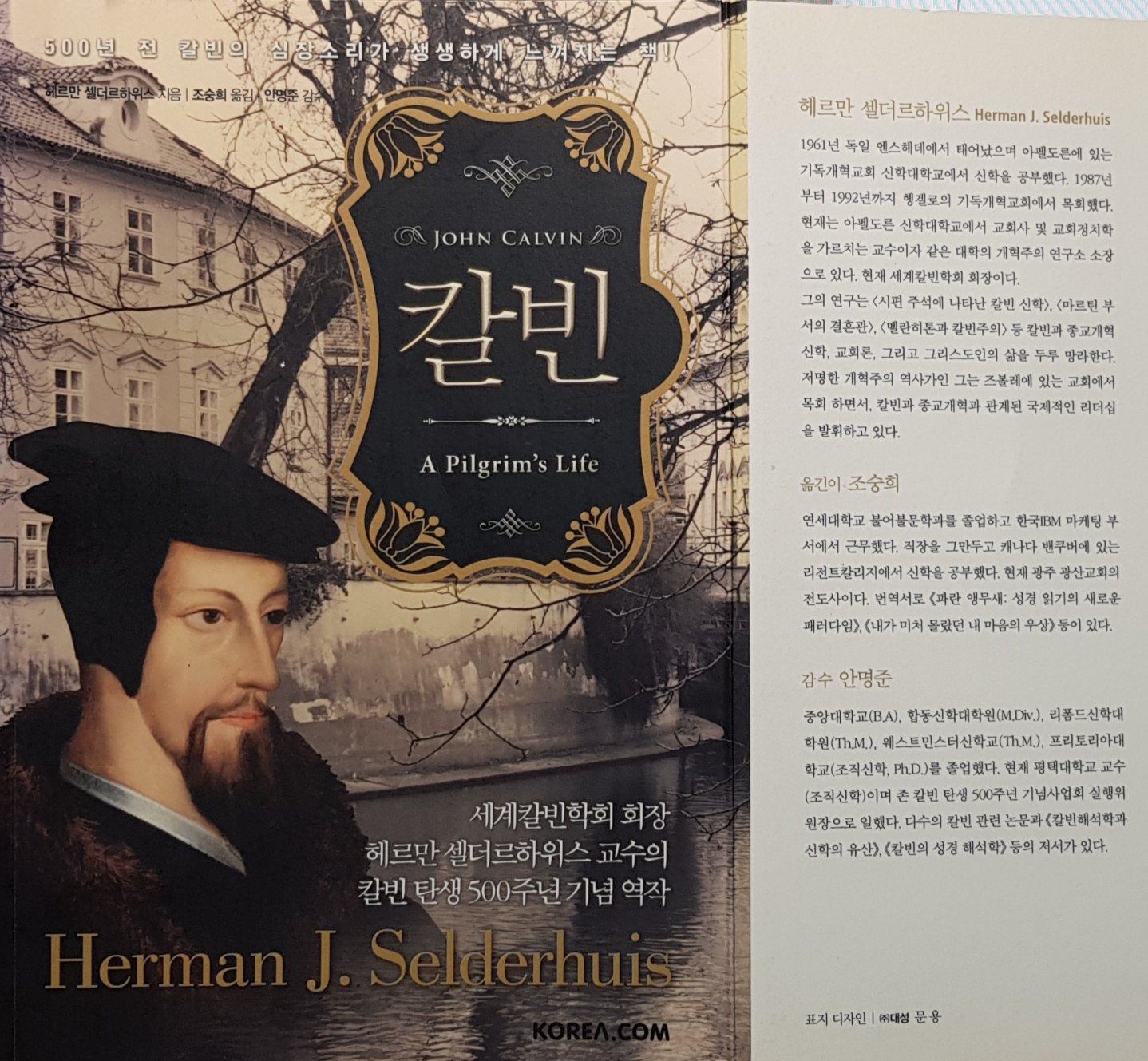
셀더르하위스의 저서 <칼빈>(2009)

## 참고 문헌
- 루터 루터를 말하다
- 칼빈 핸드북: 중심에 계신 하나님 - 칼빈의 시편 신학
- 칼빈, 번역 조숭희, 감수 안명준 (코리아닷컴: 2009)

## 같이 보기
- 세계칼빈학회